# Глушенков, Никифор Эммануилович
Никифор Эммануилович Глушенков (14 марта 1902, д. Зубры, Могилёвская губерния — 20 декабря 1959) — советский лётчик-ас истребительной авиации и военачальник, генерал-лейтенант авиации (1944).

## Биография
В Красной Армии с августа 1921 года. В 1936 году окончил военную авиационную школу летчиков. В звании капитана был инструктором по технике пилотирования 107-й истребительной авиационной эскадрильи 83-й истребительной авиационной бригады Белорусского военного округа. 16 августа 1936 года за успехи в боевой и политической подготовке, награждён орденом «Знак Почета».
Участник гражданской войны в Испании 1936-1939 годов. В звании капитана командовал 2-й эскадрильей И-16, а затем группой истребителей И-16 на Левантском фронте. Совершил более 80 боевых вылетов (102 часа боевого налета). Проведя 14 воздушных боев, сбил 10 самолётов противника (5 лично и 5 в группе). Награждён орденом Ленина.
4 июня 1940 года Глушенкову присвоено воинское звание «генерал-майор авиации». В том же году назначен командующим ВВС Закавказского военного округа (в августе 1941 преобразован в Закавказский фронт).
Участник Великой Отечественной войны. С 8 ноября 1941 года — командующий ВВС Закавказского фронта, с 30 декабря 1941 — командующий ВВС Кавказского фронта, с 28 января 1942 — командующий ВВС Крымского фронта. Участвовал в Керченско-Феодосийской десантной операции. Снят с должности 5 февраля 1942 года за неудачные действия авиации, повлекшей большие потери в кораблях при переправе войск в Крым. В 1942—1943 годах был заместителем командующего ВВС Закавказского фронта, а с 1943 года — вновь командующий ВВС Закавказского фронта, который к тому времени прикрывал границу с Турцией и боевых действий не вёл. 11 мая 1944 года Н. Э. Глушенкову присвоено звание генерал-лейтенант авиации.
После окончания войны продолжал служить в ВВС страны на командных должностях. В 1946—1952 годах служил командующим ВВС Сибирского военного округа. С марта 1954 года являлся начальником военной кафедры Ленинградского гидрометеорологического института (ныне — Российский государственный гидрометеорологический университет). Уволен в запас в августе 1958 года.
Жил в Ленинграде. Умер 20 декабря 1959 года. Похоронен на Серафимовском кладбище Санкт-Петербурга.

## Награды
- два ордена Ленина (23.02.1939; 05.11.1946),
- три ордена Красного Знамени (8.02.1943; 03.11.1944; 19.11.1951),
- орден «Знак Почёта» (1938),
- медали, в том числе «За боевые заслуги» (3.11.1944), «За оборону Кавказа» (1.5.1944), «За победу над Германией» (9.5.1945).